# しあわせ色写真館
『しあわせ色写真館』（ しあわせいろしゃしんかん）は、NHKの「ドラマ新銀河」で1997年12月15日から同年12月18日まで放送されたテレビドラマ。放送時間は月曜日から木曜日19:40 - 19:58(JST) 。全4回。主演は丹阿弥谷津子と仲間由紀恵。仲間のテレビドラマ初主演作である。2004年にDVD化された。

## あらすじ
岐阜県群上八幡（現在の郡上市八幡町）。田中写真館の館主・田中詠子は30年前に夫と死別し、以来70歳を過ぎた現在も現役カメラマンとして店を営んでいる。そこへ1人の女子高生・秋本香菜が訪れる。幼い頃に別れた父と撮った思い出の家族写真を探しているという。写真を探しながら夏休みの間だけそこでアルバイトをすることになった香菜は、さまざまな悩みを抱えた客たちが、写真館を訪れ人生に前向きになってゆく姿に出会う。

## キャスト
- 田中詠子 - 丹阿弥谷津子
- 秋本香菜 - 仲間由紀恵

- 加藤武（第1話）
- 石野真子（第1話）
- 酒井敏也（第2話）
- 鍵本景子（第2話）
- 谷口徹次（第2話）
- 此島愛子（第2話）
- 吉澤拓真（第3話）
- 上杉祥三（第4話）
- いとうまい子（第4話）

## サブタイトル
- 第1話「四十回目の家族写真」
- 第2話「ロマンチストの輝き」
- 第3話「飛べない少年」
- 第4話「ウェディング写真をもう一度」

## スタッフ
- 作 - 綾瀬麦彦[1]
- 音楽 - 大友良英[1]
- 制作統括 - 竹内豊[1]
- 演出 - 佐藤譲[1]、土屋勝裕[1]、堀切園健太郎[1]
- 美術 - 斉藤健治[1]
- 技術 - 安藤清茂[1]
- 音響効果 - 菅野秀典[1]、松嶋茂[1]
- 撮影 - 伊藤茂幸
- 郡上言葉指導 - 此島愛子